# مقاطعة بانولا (ميسيسيبي)
مقاطعة بانولا هي مقاطعة في مسيسيبي، بلغ عدد سكانها 34٬707  نسمة، في 2010، عاصمتها بيتسفيل، تبلغ مساحتها 1٬826 كيلومتر مربع.

## الموقع
تشترك في الحدود مع:
- مقاطعة تاتي (ميسيسيبي).

## التقسيمات الإدارية
- بيتسفيل.